# Mauritz Samuelson
Carl Gustaf Mauritz Samuelson, född 22 december 1806 i Stockholm, död 12 mars 1872 i Stockholm, var en svensk grafiker, kostymordonnateur och autografförfalskare.
Han var son till pitscherstickaren Samuel Samuelsson och Rachel Moses (Perlberg). Samuelson studerade på 1820-talet för historiemålaren Gustaf Erik Hasselgren och  vid Konstakademien i Stockholm. Samuelson tog till en början starka intryck av Hasselgrens måleri men kom med tiden att närma sig Johan Gustaf Sandbergs stil. Han medverkade 1824–1834 i Konstakademiens utställningar med historiemåleri och några porträtt. Han tilldelades 1831 det högre målningsstipendiet för målningen Phaeton körande solens vagn. Han blev agré vid konstakademien 1835 och räknades som en mycket lovande konstnär men ett tilltagande intresse för historisk forskning och autografsamlande ledde till att han lämnade måleriet. Han blev kostymordonnateur vid Nya teatern i Stockholm 1842 där hans uppsättning till Sardanapalus 1864 väckte intresse genom sin historiskt riktiga utformning. Sina sista år ägnade han sig helt åt sitt autografsamlande och forskning i Västmanlands regementes historia. För eftervärlden har han blivit mest känd för sina autografförfalskningar där han blev en stor mästare. Han specialiserade sig på svenska autografer där han med sitt historiska kunnande och tekniska skicklighet gjorde förfalskningarna mycket svåra att avslöja. Men eftersom han även sålde äkta autografer blev många av dåtidens samlare lurade och hans förfalskningar återfinns i både offentliga och privata samlingar. Samuelson är representerad vid Tullgarns slott, Skokloster, Nationalmuseum, Skoklosters slott och Kungliga biblioteket.